# Charlie Daniels (muzyk)
Charles Edward Daniels (ur. 28 października 1936 w Wilmington, zm. 6 lipca 2020 w Nashville) – amerykański wokalista, kompozytor, multiinstrumentalista i producent.

## Działalność

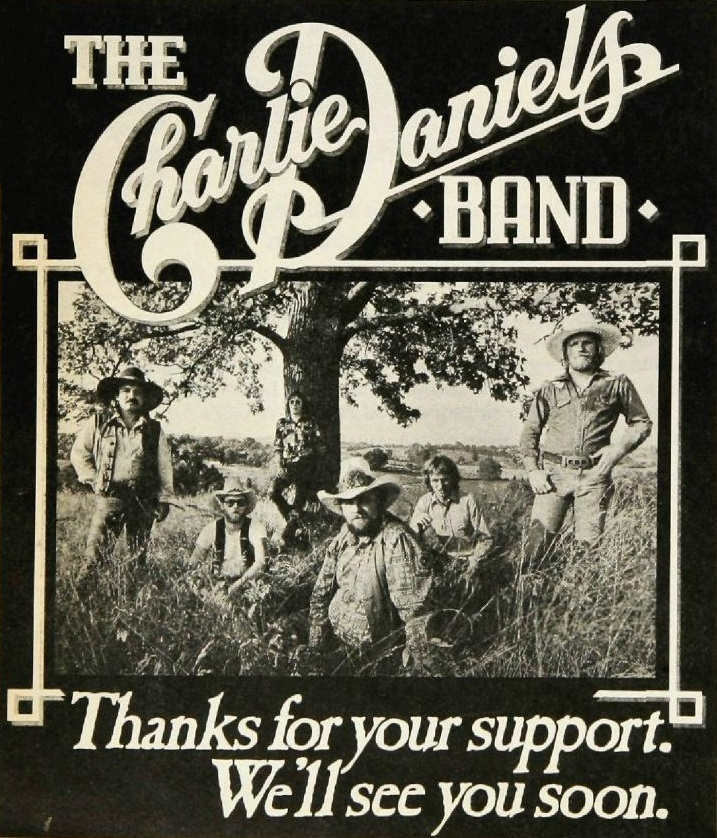
The Charlie Daniels Band
(okładka tygodnika Billboard z 1976 r.)

Był legendą i współtwórcą muzyki country-rockowej i southern-rockowej, ale był też – zwłaszcza w późniejszym okresie swojej kariery – gwiazdą muzyki country i bluegrass. Swoją muzyczną działalność rozpoczął pod koniec lat 50. XX wieku, najpierw jako muzyk sesyjny, później występując pod swoim nazwiskiem oraz jako lider grupy The Charlie Daniels Band. Pod tym szyldem nagrał utwór The Devil Went Down to Georgia, który w 1979 stał się jego światowym hitem (Nr 3 na liście Billboardu). Nagranie to zostało nagrodzone w tym samym roku Grammy Award for Best Country Vocal Performance.

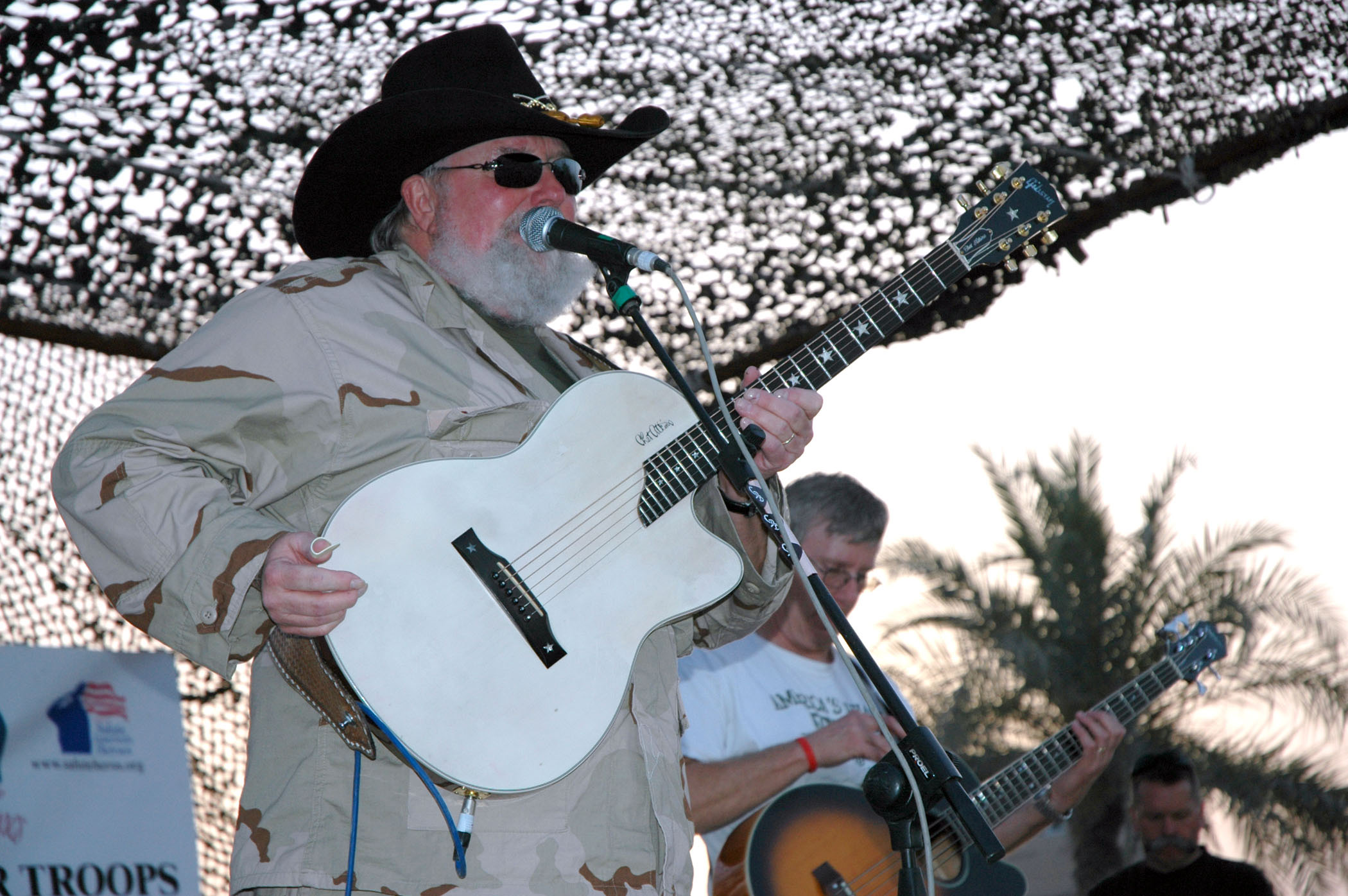

Charlie Daniels dokonał czegoś, co udało się tylko niewielu innym artystom: dokonał udanej wolty z muzyka sesyjnego (m.in. grał z Bobem Dylanem, Leonardem Cohenem i Ringo Starrem) na gwiazdę rocka. Wraz z takimi muzycznymi tuzami jak: The Allman Brothers Band, Lynyrd Skynyrd, Marshall Tucker Band czy Wet Willie współtworzył niezwykle wówczas popularny nurt southern-rocka, w którym mieszały się wpływy różnych muzycznych gatunków. Najlepiej, najpełniej ten „południowy klimat” został utrwalony na takich klasycznych już dziś płytach jak: Fire On The Mountain, Nightrider czy Saddle Tramp, wypełnionych rozimprowizowaną, energetyczną muzyką. Od lat 80. XX wieku twórczość Charlie Danielsa coraz bardziej była nacechowana tradycyjną muzyką country.
O jego pozycji w muzycznym środowisku świadczy również seria koncertów, które organizował pod hasłem Volunteer Jam. Począwszy od 1974 wzięło w nich udział liczne grono uznanych artystów, związanych nie tylko z muzyką amerykańskiego Południa: Ted Nugent, George Thorogood, Stevie Ray Vaughan czy hardrockowa grupa 3 Doors Down, która wystąpiła na koncercie Volunteer Jam z okazji 80. urodzin Charlie Danielsa w 2016. Przyznane wyróżnienia i nagrody oraz wieloletnia seria koncertów Volunteer Jam są namacalnymi dowodami, że Charlie Daniels przetrwał modę, muzyczne trendy i polityczne zawirowania, aby stać się nie tylko amerykańską instytucją muzyczną.

## Dyskografia
Charlie Daniels w trakcie swej, ponad pół wieku trwającej, kariery muzycznej nagrał: 32 albumy studyjne, 10 płyt koncertowych, 9 albumów kompilacyjnych, 21 teledysków i 54 single. Zestawienie to obejmuje albumy i single wraz z najwyższym notowaną pozycją na jednej z 2 najważniejszych list tygodnika The Billboard:

### Albumy
- Charlie Daniels (1970, Capitol)
- Te John, Grease, & Wolfman (1972, Kama Sutra)
- Honey In The Rock (V 1973, Kama Sutra) – poz. 164 (Pop Albums)
- Way Down Yonder (1 I 1974, Kama Sutra)
- Fire On The Mountain (29 XI 1974, Kama Sutra) – poz. 38 (Pop Albums) – platynowa płyta w USA
- Nightrider (25 XI 1975, Epic) – poz. 57 (Pop Albums), poz. 27 (Country Albums)
- Saddle Tramp (29 III 1976, Epic) – poz. 35 (Pop Albums), poz. 7 (Country Albums) – złota płyta w USA
- High Lonesome (5 XI 1976, Epic) – poz. 83 (Pop Albums), poz. 17 (Country Albums)
- Volunteer Jam (1976, Kama Sutra)
- Midnight Wind (7 X 1977, Epic) – poz. 105 (Pop Albums), poz. 42 (Country Albums) – złota płyta w USA
- Volunteer Jam III and IV (1978, Epic)
- Million Mile Reflections (20 IV 1979, Epic) – poz. 5 (Pop Albums), poz. 1 (Country Albums) – platynowa płyta: (3x) w USA i (1x) w Kanadzie
- Full Moon (18 VII 1980, Epic) – poz. 11 (Pop Albums), poz. 15 (Country Albums) – platynowa płyta w USA
- Volunteer Jam VI (1980, Epic) – poz. 104 (Pop Albums)
- Volunteer Jam VII (1981, Epic)
- Windows (5 III 1982, Epic) – poz. 26 (Pop Albums), poz. 7 (Country Albums) – złota płyta w USA
- A Decade Of Hits (20 VI 1983, Epic) – poz. 84 (Pop Albums), poz. 25 (Country Albums) – platynowa płyta: (4x) w USA
- Me And The Boys (X 1985, Epic) – poz. 27 (Country Albums)
- Powder Keg (1987, Epic)
- Homesick Heroes (15 VIII 1988, Epic) – poz. 181 (The Billboard 200), poz. 16 (Country Albums)
- Simple Man (17 X 1989, Epic) – poz. 82 (The Billboard 200), poz. 2 (Country Albums) – platynowa płyta w USA
- Christmas Time Down South (1990, Epic)
- Renegade (23 IV 1991, Epic) – poz. 139 (The Billboard 200), poz. 25 (Country Albums)
- America, I Believe In You (12 IV 1993, Liberty) – poz. 75 (Country Albums)
- Super Hits (31 V 1994, Epic) – poz. 35 (Country Albums) – platynowa płyta: (2x) w USA
- The Door (1994, Sparrow)
- Same Ol' Me (1995, Capitol)
- Steel Witness (1996, Sparrow)
- The Roots Remain (1996, Epic)
- Blues Hat (1997, Blue Hat)
- By The Light Of The Moon (1997, Sony Music)
- Fiddle Fire: 25 Years Of The CDB (18 VIII 1998, Blue Hat) – poz. 52 (Country Albums)
- Volunteer Jam/Classic Live Performances: Volume One (20 IV 1999, Blue Hat)
- Volunteer Jam/Classic Live Performances: Volume Two (1 VI 1999, Blue Hat)
- Tailgate Party (1999, Blue Hat)
- Road Dogs (30 V 2000, Blue Hat)
- Live! (9 X 2001, Audium Entertainment) – poz. 38 (Country Albums)
- How Sweet The Sound: 25 Favorite Hymns And Gospel Greats (29 I 2002, Sparrow) – poz. 40 (Country Albums)
- Redneck Fiddlin' Man (23 VII 2002, Audium Entertainment) – poz. 40 (Country Albums)
- A Merry Christmas to All (2002, Audium Entertainment)
- Freedom And Justice For All (8 VII 2003, Blue Hat) – poz. 55 (Country Albums)
- Essential Super Hits (27 VII 2004, Koch) – poz. 66 (Country Albums)
- Songs From The Longleaf Pines (22 III 2005, Koch)
- 16 Biggest Hits (5 IX 2006, Legacy Recordings) – poz. 68 (Country Albums)
- Live from Iraq (29 VI 2007, Blue Hat) – poz. 72 (Country Albums)
- Deuces (9 X 2007, Koch) – poz. 67 (Country Albums)
- Joy To The World: A Bluegrass Christmas (2009, Koch)
- Land That I Love (10 VIII 2010, Blue Hat) – poz. 68 (Country Albums)
- Hallelujah, It's Christmas Time Again (2012, Buffets)
- Hits Of The South (19 II 2013, Megaforce)
- Country: Charlie Daniels (2013, Sony Music) – poz. 36 (Country Albums)
- Off The Grid: Doin' It Dylan (1 IV 2014, Blue Hat)
- Live At Billy Bob's Texas (16 X 2015, CDB)
- Night Hawk (26 VIII 2016, CDC)
- Memories, Memoirs And Miles – Songs Of A Lifetime (24 X 2017, CDC) – sprzedaż: 2300 egz. w USA

### Single
- Robot Romp (1961)
- Middle Of A Heartache (1966)
- Great Big Bunches Of Love (1972)
- Uneasy Rider (1973) – poz. 9 (Pop Singles)
- Whiskey (1974)
- Way Down Yonder (1974)
- Land Of Opportunity (1974)
- Long Haired Country Boy (1975) – poz. 56 (Pop Singles)
- The South's Gonna Do It (1975) – poz. 29 (Pop Singles)
- Birmingham Blues (1975) – poz. 101 (Pop Singles)
- Texas (1975) – poz. 91 (Pop Singles)
- Wichita Jail (1976) – poz. 22 (Hot Country Songs)
- Sweet Louisiana (1976)
- Billy The Kid (1976) – poz. 75 (Hot Country Songs)
- Good Ole Boy (1977)
- Heaven Can Be Anywhere (1977) – poz. 85 (Hot Country Songs)
- Sugar Hill Saturday Night (1978)
- Trudy (1978)
- The Devil Went Down To Georgia (1979) – poz. 3 (Pop Singles), poz. 1 (Hot Country Songs)
- Mississippi (1979) – poz. 19 (Hot Country Songs)
- Behind Your Eyes (1979) – poz. 87 (Hot Country Songs)
- Long Haired Country Boy (1980 - reedycja) – poz. 27 (Hot Country Songs)
- In America (1980) – poz. 11 (Pop Singles), poz. 13 (Hot Country Songs)
- The Legend Of Wooley Swamp (1980) – poz. 31 (Pop Singles), poz. 80 (Hot Country Songs)
- Carolina (I Remember You) (1980) – poz. 44 (Hot Country Songs)
- Sweet Home Alabama (1981) – poz. 110 (Pop Singles), poz. 94 (Hot Country Songs), poz. 52 (Mainstream Rock)
- Still In Saigon (1982) – poz. 22 (Pop Singles), poz. 2 (Mainstream Rock)
- Ragin' Cajun (1982) – poz. 109 (Pop Singles), poz. 76 (Hot Country Songs)
- We Had It All One Time (1982) – poz. 69 (Hot Country Songs)
- Stroker's Theme (z komedii Stroker Ace, 1983) – poz. 65 (Hot Country Songs)
- American Farmer (1985) – poz. 54 (Hot Country Songs)
- Still Hurtin' Me (1985) – poz. 33 (Hot Country Songs)
- Drinkin' My Baby Goodbye (1986) – poz. 8 (Hot Country Songs)
- Bogged Down In Love With You (1987) – poz. 22 (Mainstream Rock)
- Powder Keg (1987)
- Boogie Woogie Fiddle Country Blues (1988) – poz. 10 (Hot Country Songs)
- Uneasy Rider '88 (1988)
- Cowboy Hat In Dallas (1989) – poz. 36 (Hot Country Songs)
- Midnight Train (1989) – poz. 43 (Hot Country Songs)
- Simple Man (1989) – poz. 12 (Hot Country Songs)
- Mister DJ (1990) – poz. 34 (Hot Country Songs)
- (What This World Needs Is) A Few More Rednecks (1990) – poz. 56 (Hot Country Songs)
- Was It 26 (1990)
- Honky Tonk Life (1991) – poz. 65 (Hot Country Songs)
- The Twang Factor (1991)
- Little Folks (1991) – poz. 47 (Hot Country Songs)
- America I Believe In You (1993) – poz. 73 (Hot Country Songs)
- All Night Long (1993)
- Two Out Of Three (1994)
- Somebody Was Prayin' For Me (1996)
- Long Haired Country Boy (1997 – reedycja)
- The Devil Went Down to Georgia (1998 – reedycja) – poz. 60 (Hot Country Songs)
- Road Dogs (2000)
- This Ain't No Rag, It's A Flag (2001) – poz. 33 (Hot Country Songs)
- Southern Boy (with Travis Tritt, 2003) – poz. 51 (Hot Country Songs)
- My Beautiful America (2003) – poz. 58 (Hot Country Songs)
- The Pledge of Allegiance (2004)
- Let 'Em Win Dr Bring 'Em Home (2011)
- Take Back The USA (2012).

### Single gościnne
- Willie Jones (1980) z Bobby Bare – poz. 19 (Hot Country Songs)
- The Devil Comes Back To Georgia (1993) z Mark O'Connor – poz. 54 (Hot Country Songs)
- All Night Long (2000) z Montgomery Gentry – poz. 31 (Hot Country Songs)
- Country Boy (2010) z Aaron Lewis – poz. 87 (Billboard Hot 100), poz. 50 (Hot Country Songs) – platynowa płyta w USA

## Upamiętnienie
Za swoje dokonania został uhonorowany wprowadzeniem do galerii sław: Cheyenne Frontier Days (2002), Music Hall of Fame and Museum (2009) oraz Country Music Hall of Fame and Museum (2016).

## Śmierć
Charlie Daniels zmarł 6 lipca 2020. Przyczyną śmierci artysty był udar krwotoczny.